# Gephyromantis redimitus
Gephyromantis redimitus är en groddjursart som först beskrevs av George Albert Boulenger 1889.  Gephyromantis redimitus ingår i släktet Gephyromantis och familjen Mantellidae. IUCN kategoriserar arten globalt som livskraftig. Inga underarter finns listade i Catalogue of Life.